# Pratviel
Pratviel är en kommun i departementet Tarn i regionen Occitanien i södra Frankrike. Kommunen ligger i kantonen Saint-Paul-Cap-de-Joux som tillhör arrondissementet Castres. År 2022 hade Pratviel 91 invånare.

## Befolkningsutveckling
Antalet invånare i kommunen Pratviel
| Referens: INSEE |